# Humanoide
O ASIMO, da Honda, é um exemplo de robô humanoide.
Humanoide [AO 1990] é todo o ser que tem aparência semelhante ou que mesmo lembre um humano, mas não o sendo. Os seres humanoides são geralmente apresentados como bípedes de corpo ereto, que possuem dois olhos, um nariz e uma boca dispostos com a mesma ordem da face humana.

Este termo é muito utilizado na ficção para designar seres fantásticos, como por exemplo robôs, personagens e monstros diversos. Este termo também é utilizado para alguns supostos extraterrestres cuja descrição se assemelha à de seres humanos.